# انسدورف (بایرن)
انسدورف (بایرن) (به آلمانی: Ensdorf) یک شهر در آلمان است که در امبرگ-سولزباخ واقع شده‌است.

## خواهرخوانده
شهر انسدورف خواهرخواندهٔ انسدورف (بایرن) هست.